# 亀の調教師

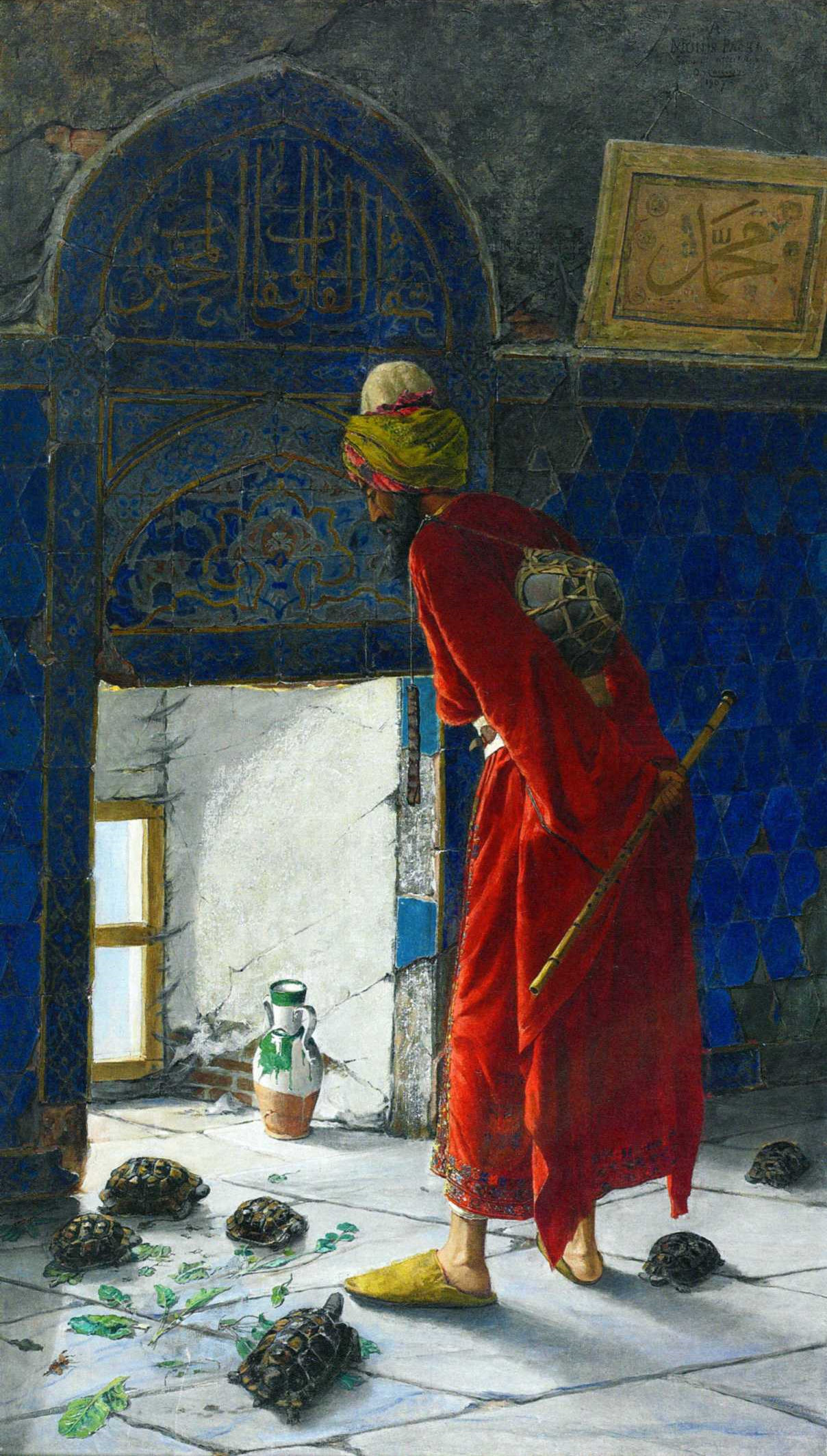
『亀の調教師』の2番目の絵（1907年）

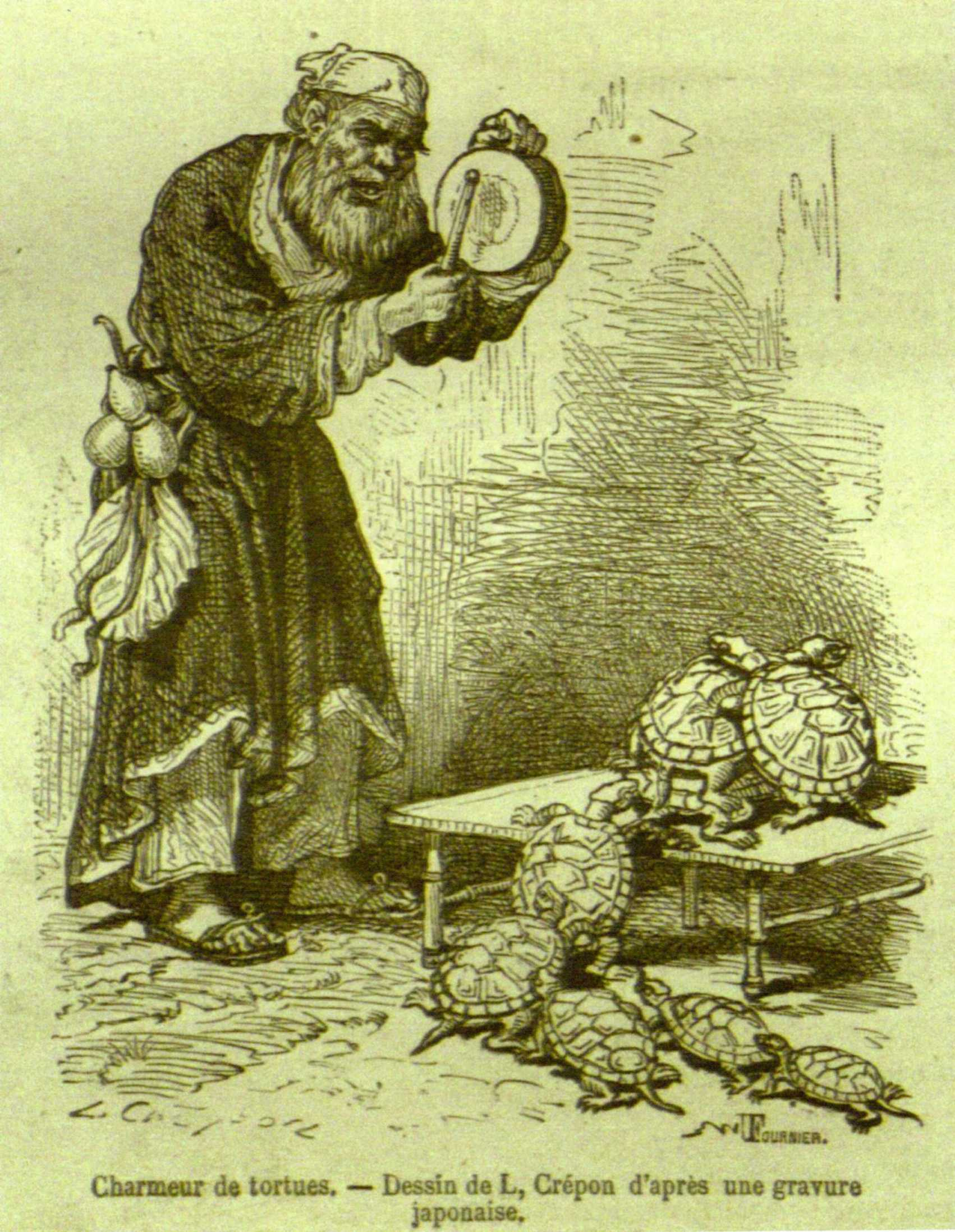
L・クレポン『亀使い』

絵画『亀の調教師』（かめのちょうきょうし、トルコ語: Kaplumbağa Terbiyecisi）は、トルコの画家オスマン・ハムディ・ベイが1906年に描いた作品で、トルコの有名な絵画である。現在、イスタンブールのペラ美術館が所蔵している。

## 絵画
凝った壁画で飾られた部屋の中で、タイル張りの床の上に餌としてレタスの葉がばらまかれ、そこを5匹の陸亀が這いまわっている。うち3匹はダルヴィーシュの前に並び、残り2匹はそちらへやって来ようとしている。ダルヴィーシュは背後に6穴のネイを持っていて、左肩から垂らした紐には太鼓とバチがつながっている。張りだし部につけられた窓から日の光が部屋にさしこんでいる。部屋と張りだし部の壁の漆喰ははがれている。描かれている場所はブルサの緑のモスクかもしれない。描かれている人物はハムディ・ベイ本人かもしれない。絵は署名されている。
オスマン・ハムディ・ベイは1860年にパリで法律を勉強している時に、絵画をルイ・ブーランジェと歴史画家のジャン＝レオン・ジェロームについて学んだ。1869年にイスタンブールに戻ってからオスマン帝国の文官としての経歴を積んだ。彼は現在のイスタンブール考古学博物館の創立者であり監督をつとめたが、画家としての仕事も続けた。ハムディ・ベイの『亀の調教師』は、1869年にフランスの雑誌『ル・トゥール・デュ・モンド』に載った、日本の浮世絵にもとづいた版画作品に影響された可能性がある。このL・クレポン『亀使い』(Charmeur de tortues)では、太鼓の音楽で亀に「魔法をかける」人物を描いている。
フランスのサロン絵画へのオマージュとしての絵画様式で描かれていると考えられているこの作品を、ハムディ・ベイはサロン・ド・パリに提出し、1906年にはじめて展示された。この時には『男と亀たち』(L’homme aux tortues)という題名だった。1907年にハムディ・ベイは同じモチーフによる2作めの、少し変えた作品を作ったが、こちらにはアフメッド・ムフタル・パシャへの献辞が手で書かれていた。

## 反響
歴史学者のエトヘム・エルデムによると、現在のトルコではこの絵画は見る者の政治的立場によって異なる解釈がなされている。保守派はオスマン帝国の美と品格をこの絵に見る。一方、新しいケマル主義者にとって亀は近代化を強制される保守派を象徴しており、この絵は「停滞の肖像」である。
1992年にTV事業者のエロル・アスコイがこの絵画を70万ドルで購入した。当時トルコ人画家の描いた作品としては最高価格だった。2004年12月12日、オークションにかけられ、今度は350万ドルの価格がついた。イスタンブール近代美術館との競り合いの後、「スナおよびイナン・クラチ財団」が、彼らが個人で所有するペラ美術館のために落札した。2009年には2番目の絵画が、1860年から1930年のトルコ絵画の展覧会で私的に展示された。
絵画オークションとその落札価格に伴うメディアの興奮は一般にも伝わり、この絵のモチーフは何百万回も複製され、日用品にも使用されている。

## 関連文献
- Edhem Eldem: Making Sense of Osman Hamdi Bey and his Paintings, in: Muqarnas: An Annual on the Visual Culture of the Islamic World, Volume 29, 2012; ISSN 0732-2992
- Mustafa Cezar: Sanatta batı'ya açılış ve Osman Hamdi, Band 2; Istanbul: Erol Kerim Aksoy Eğitim, kültür, spor ve sağlık vakfı, 1995; S. 732
- Wendy M. K. Shaw: Possessors and possessed: museums, archaeology, and the visualization of history in the late Ottoman Empire. Berkeley: University of California Press, 2003